# Oleksandr Wilkul

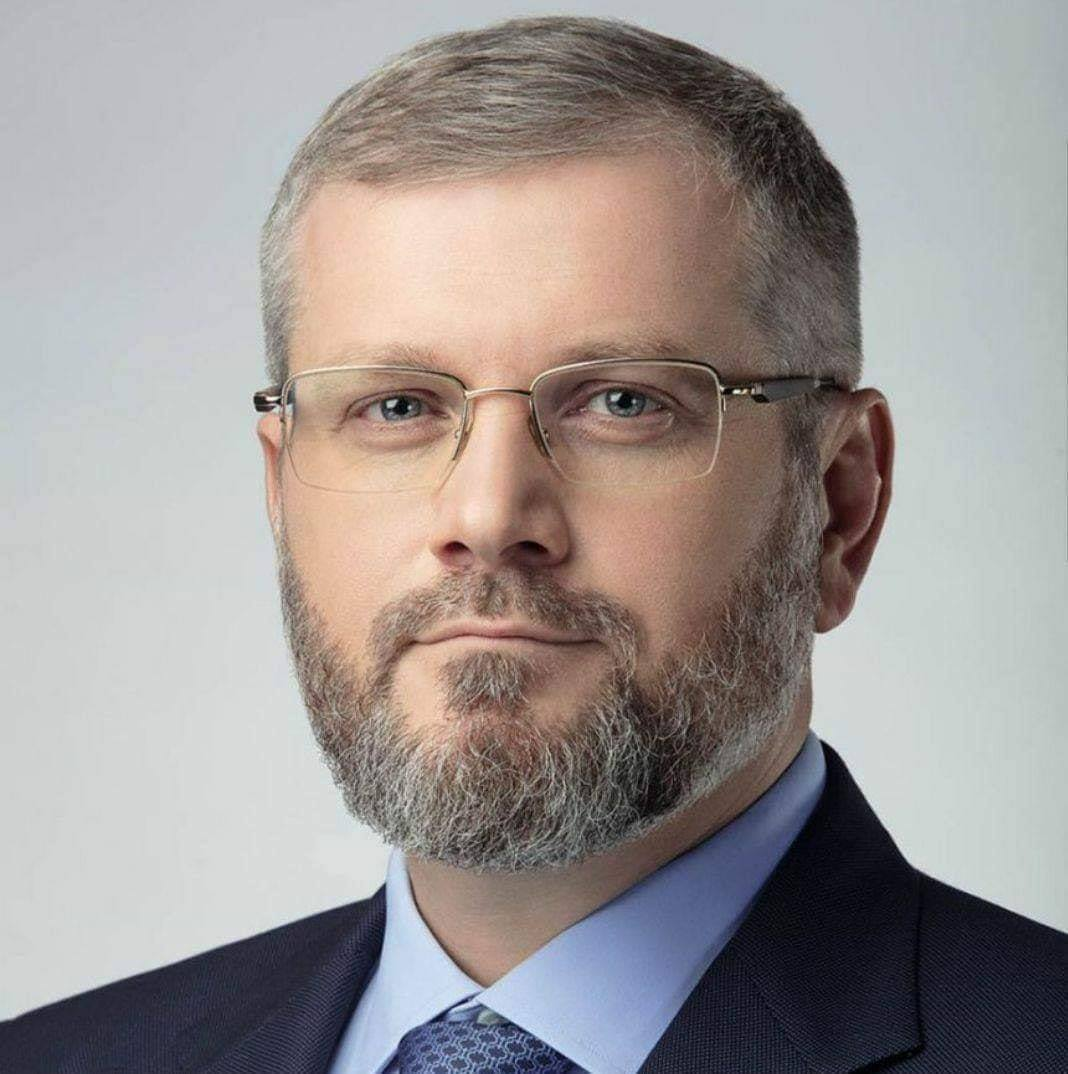
Oleksander Wilkul (2022)

Oleksandr Jurijowytsch Wilkul (ukrainisch Олександр Юрійович Вілкул; * 24. Mai 1974 in Krywyj Rih, Ukrainische SSR) ist ein ukrainischer Politiker (Oppositionsblock). Er ist Mitglied der Werchowna Rada und war von Dezember 2012 bis zum 27. Februar 2014 stellvertretender Ministerpräsident der Ukraine.

## Leben

### Herkunft und Familie
Wilkul wurde am 24. Mai 1974 in Krywyj Rih im Westen der Oblast Dnipropetrowsk geboren. 1996 schloss er ein Studium zum Bergbauingenieur an der Technischen Universität Krywyj Rih ab und arbeitete im Anschluss bis 2006 als Wirtschaftsmanager in seiner Heimatstadt.
Er ist verheiratet und hat seit 2008 eine Tochter. Sein Vater Jurij Wilkul ist Bürgermeister von Krywyj Rih sowie ehemaliger Rektor der Technischen Universität Krywyj Rih.

### Politik
Seit dem Jahr 2006 war er Abgeordneter der Partei der Regionen im ukrainischen Parlament und zeitweise der stellvertretende Vorsitzende der Werchowna Rada.
Von März 2010 bis zu seiner Ernennung zum stellvertretenden Ministerpräsidenten war er Vorsitzender der Oblastverwaltung (Gouverneur) der Oblast Dnipropetrowsk.
Am 24. Dezember 2012 wurde er von Wiktor Janukowytsch zum stellvertretenden Ministerpräsidenten der Ukraine im zweiten Kabinett Asarow ernannt.
Am 16. Mai 2013 wurde ihm durch Dekret des Präsidenten der Ukraine Nr. 279/2013 der Staatspreis der Ukraine für Wissenschaft und Technik verliehen.
Wilkul galt bis zu den Ereignissen des Euromaidan als möglicher Kandidat für den Posten des Ministerpräsidenten der Ukraine in Nachfolge von Ministerpräsident Mykola Asarow. Nach dem Rücktritt Asarows war Wilkul vom 28. Januar 2014 bis zum 27. Februar 2014 geschäftsführend mit den Aufgaben des Ministerpräsidenten betraut.
Bei der Parlamentswahl am 26. Oktober 2014 trat Wilkul auf Listenplatz zwei des Block der Opposition, einer Listenverbindung verschiedener kleinerer euroskeptischer und prorussischer Parteien, an.
Bei der Wahl zum Bürgermeister von Dnipro am 17. November 2015 unterlag Wilkul gegen Borys Filatow mit 158.752 zu 184.874 Stimmen.
Bei der Präsidentschaftswahl in der Ukraine 2019 nahm der eher als russlandfreundlich geltende Kandidat Wilkul am 31. März 2019 im ersten Wahlgang teil.